# Janez Klemenčič
Janez Klemenčič   (Bled, 21 de setembre de 1971) és un remer eslovè, ja retirat, que va competir durant les dècades de 1990 i 2000.
Durant la seva carrera esportiva va prendre part en quatre edicions dels Jocs Olímpics d'Estiu, el 1992, 1996, 2000 i 2004. El 1992, als Jocs Barcelona, guanyà la medalla de bronze en la prova del quatre sense timoner del programa de rem. En aquesta mateixa prova fou quart als Jocs de 1996 i 2000 i novè als del 2004.
En el seu palmarès també destaca una medalla de bronze al Campionat del món de rem del 2001 i una de bronze als Jocs del Mediterrani de 1997.